# فلیکس کورو
فلیکس کورو (انگلیسی: Félix Quero؛ زادهٔ ۷ سپتامبر ۱۹۸۲) بازیکن فوتبال اهل اسپانیا است.
از باشگاه‌هایی که در آن بازی کرده‌است می‌توان به باشگاه فوتبال لگانس و باشگاه فوتبال لوگو اشاره کرد.